# Ministero del lavoro (Repubblica Dominicana)
Il Ministero del lavoro (in spagnolo Ministerio de Trabajo) è l'apparato di governo responsabile delle politiche del lavoro della Repubblica Dominicana.
È nato nel 1930 con il nome di Segretaria di Stato per il lavoro e le comunicazioni (Secretaría de Estado de Trabajo y Comunicaciones). Ha sede a Santo Domingo, in Avenida Enríquez Jiménez Moya, nel Centro de los Héroes. Dal 16 agosto 2020 è retto dal ministro Luis Miguel de Camps García-Mella.

## Storia
Nel 1929, la legge n. 1146 attribuì la competenza sulle misure per il lavoro e la tutela dei lavoratori alla Segreteria di Stato per l'interno e la polizia. Dal 1930 al 1961 furono istituiti uffici responsabili delle politiche del lavoro con diverse denominazioni, finché l'11 aprile 1961 nacque una segreteria apposita.
Nel corso degli anni le sono state attribuite nuove competenze, mentre venivano riformati i codici del lavoro dell'era Trujillo. Nel 1966 alla segreteria fu riservata la competenza in materia di igiene e sicurezza industriale. Nel 1992 fu approvato il nuovo codice del lavoro e nel 1995 un decreto sulle pari opportunità per le persone con disabilità fisiche, psichiche e sensoriali. Nel 1997 sorse un comitato nazionale per la lotta contro il lavoro minorile.
Ha preso il nome di ministero del lavoro nel 2010, con il decreto n. 56 di rinomina delle istituzioni governative.

## Struttura
Il ministero include diversi settori (viceministerios), come occupazione, lavoro, sicurezza sociale, lavoro minorile, mediazione sociale. Dispone di circa 40 uffici di rappresentanza locale distribuiti tra il Distrito Nacional (Santo Domingo) e le trentuno province del Paese.
| Territorio             | Uffici del lavoro                           | Territorio           | Uffici del lavoro                           |
| ---------------------- | ------------------------------------------- | -------------------- | ------------------------------------------- |
| Distrito Nacional      | Santo Domingo                               | Monseñor Nouel       | Bonao                                       |
| Azua                   | Azua de Compostela                          | Monte Cristi         | San Fernando de Monte Cristi                |
| Baoruco                | Neiba                                       | Monte Plata          | Monte Plata                                 |
| Barahona               | Santa Cruz de Barahona                      | Pedernales           | Pedernales                                  |
| Dajabón                | Dajabón                                     | Peravia              | Baní                                        |
| Duarte                 | San Francisco de Macorís                    | Puerto Plata         | Puerto Plata                                |
| El Seibo               | Santa Cruz de El Seibo                      | Samaná               | Samaná, Las Terrenas                        |
| Elías Piña             | Comendador                                  | San Cristóbal        | San Cristóbal, Haina, Villa Altagracia      |
| Espaillat              | Moca                                        | San José de Ocoa     | San José de Ocoa                            |
| Hato Mayor del Rey     | Hato Mayor del Rey                          | San Juan             | San Juan de la Maguana, Las Matas de Farfán |
| Hermanas Mirabal       | Salcedo                                     | San Pedro de Macorís | San Pedro de Macorís                        |
| Independencia          | Duvergé                                     | Sánchez Ramírez      | Cotuí                                       |
| La Altagracia          | Higüey, Bávaro                              | Santiago             | Santiago                                    |
| La Romana              | La Romana                                   | Santiago Rodríguez   | Sabaneta                                    |
| La Vega                | Concepción de la Vega, Jarabacoa, Constanza | Santo Domingo        | Santo Domingo Este, Santo Domingo Oeste     |
| María Trinidad Sánchez | Nagua                                       | Valverde             | Santa Cruz de Mao                           |